# Gozdowice
Gozdowice, německy Güstebiese, je vesnice ve gmině Mieszkowice v okrese Gryfino v Západopomořanském vojvodství v západním Polsku. Leží také na pravém břehu veletoku Odra na německo-polské státní hranici v krajinném parku Cedyński Park Krajobrazowy a na rozhraní mezoregionů Równina Gorzowska a Kotlina Freienwaldzka.

## Historie

### Do druhé světové války
Archeologicky je doložené osídlení pravěké Lužické kultury. V 15. století byla vesnice majetkem Řádu německých rytířů a později kláštera. Z roku 1477 je zmíněno přepadení vratislavských kupců plujících po Odře loupeživými rytíři žijícími v Gozdowicích. V roce 1701 získává území braniborský kurfiřt Fridrich Vilém I. Braniborský. V 18. století začíná rekultivace toku Odry a kolonizace nově příchozími obyvateli z Rakouska, Falce a Polska. V letech 1806–1807 je oblast obsazena Napoleonovou armádou, která po podepsání Tylžského míru odchází. V roce 1812 zde Napoleonova Grande Armée překračuje Odru. Od roku 1854 je na 645,3 km řeky Odry prováděno dlouhodobé hydrologické a meteorologické měření na Odře. V letech 1871-1918 jsou Gozdowice součástí Německého císařství. Kostel Kościół pw. Niepokalanego Poczęcia Najświętszej Maryi Panny je z roku 1840 a jeho věž je z roku 1904. Krátká vzdálenost od Berlína a příroda oblasti dělaly z Gozdowic (tehdejší Güstebiese) prázdninový cíl Berlíňanů.

### Od druhé světové války po současnost
Dne 7. února 1945 vstupuje do vesnice Rudá armáda. 16.–20. dubna 1945 sapéři 1. polské armády staví pontonový most přes řeku Odru (délka 275 m, nosnost 16 tun). V letech 1945–1946 je původní německé obyvatelstvo vysídleno. Dne 16. dubna 1952 je odhalen Pomník sapéra (renovovován 1972) a 16. dubna 1965 je ustaveno Muzeum Wojsk Inżynieryjnych 1 Armii Wojska Polskiego (Muzeum ženijních vojsk 1. polské armády). V letech 1975–1998 vesnice administrativně patřila do Štětínského vojvodství. Vesnice se také potýkala s rozsáhlou povodní na Odře 1997. Dne 20.října 2007 byl zprovozněn přívoz Gozdowice-Güstebieser.

## Popis
Krajina je silně ovlivněná působením řeky Odry a zaniklých ledovců v době ledové. Nejbližším sousedním sídlem je vesnice Stary Błeszyn.

### Náboženství
V Gozdowicích působí katolická církev a letniční církev.

### Lidnatost
| Rok  | Počet obyvatel |
| 1800 | 1000           |
| 1933 | 1132           |
| 1939 | 1081           |
| 2005 | 123            |
| 2021 | 92             |
| 2022 | 92             |

## Příroda
Gozdowice, které jsou bohaté na přírodu, se nacházejí v krajinném parku Cedyński Park Krajobrazovy a v okolí několika malých chráněných oblastí, kterými jsou Murawa Błeszyńska, Błeszyńska Wydma, Murawa Ostnicowa, Gozdowicki Mszar a Gozdowicki Mszar II. 

## Turistika
- Dálková cyklistická trasa Szlak Zielona Odra.
- Dálková trasa pro pěší Szlak Nadodrzański.

## Galerie

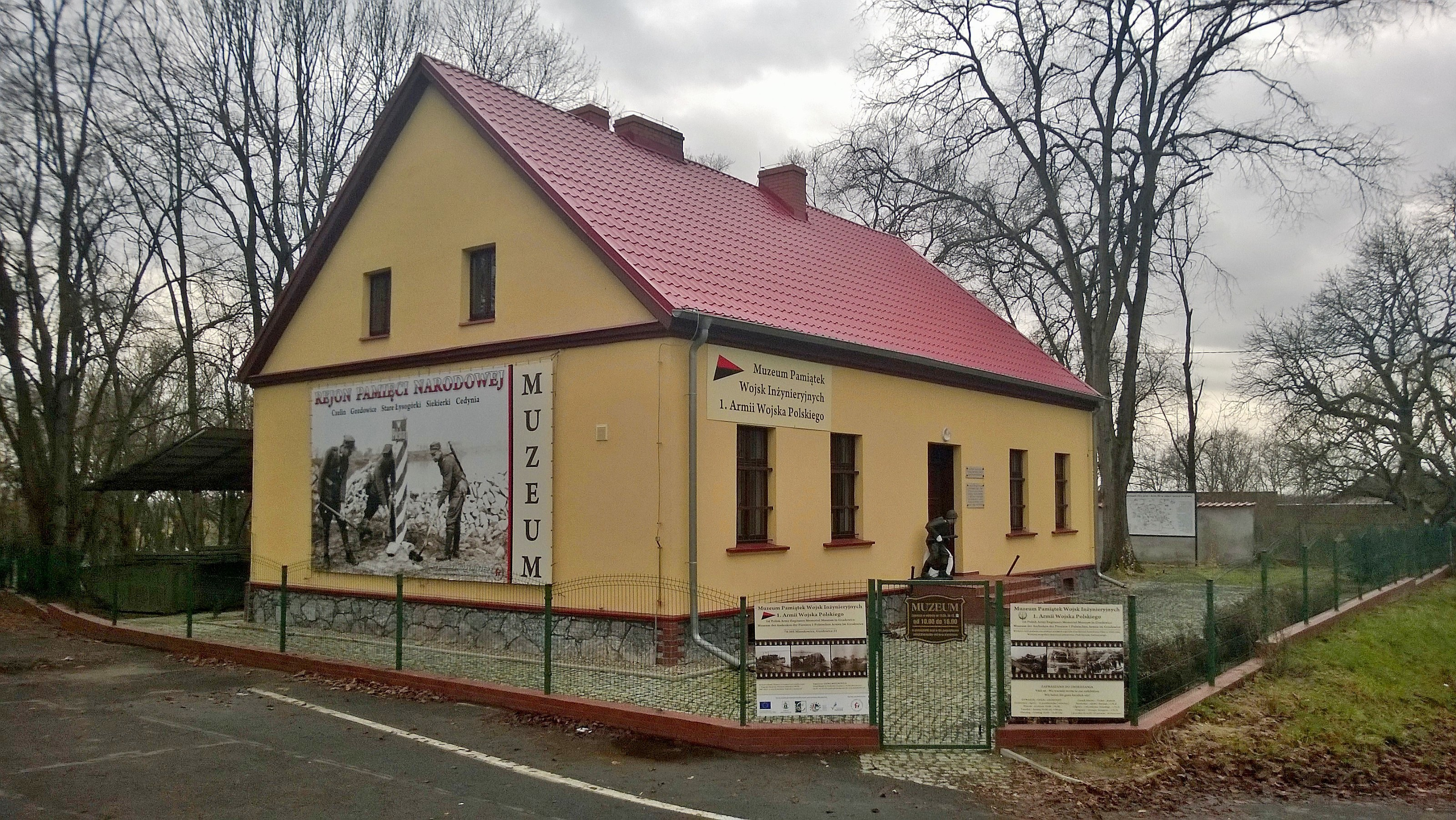
Muzeum Wojsk Inżynieryjnych 1 Armii Wojska Polskiego (Muzeum ženijních vojsk 1. polské armády)
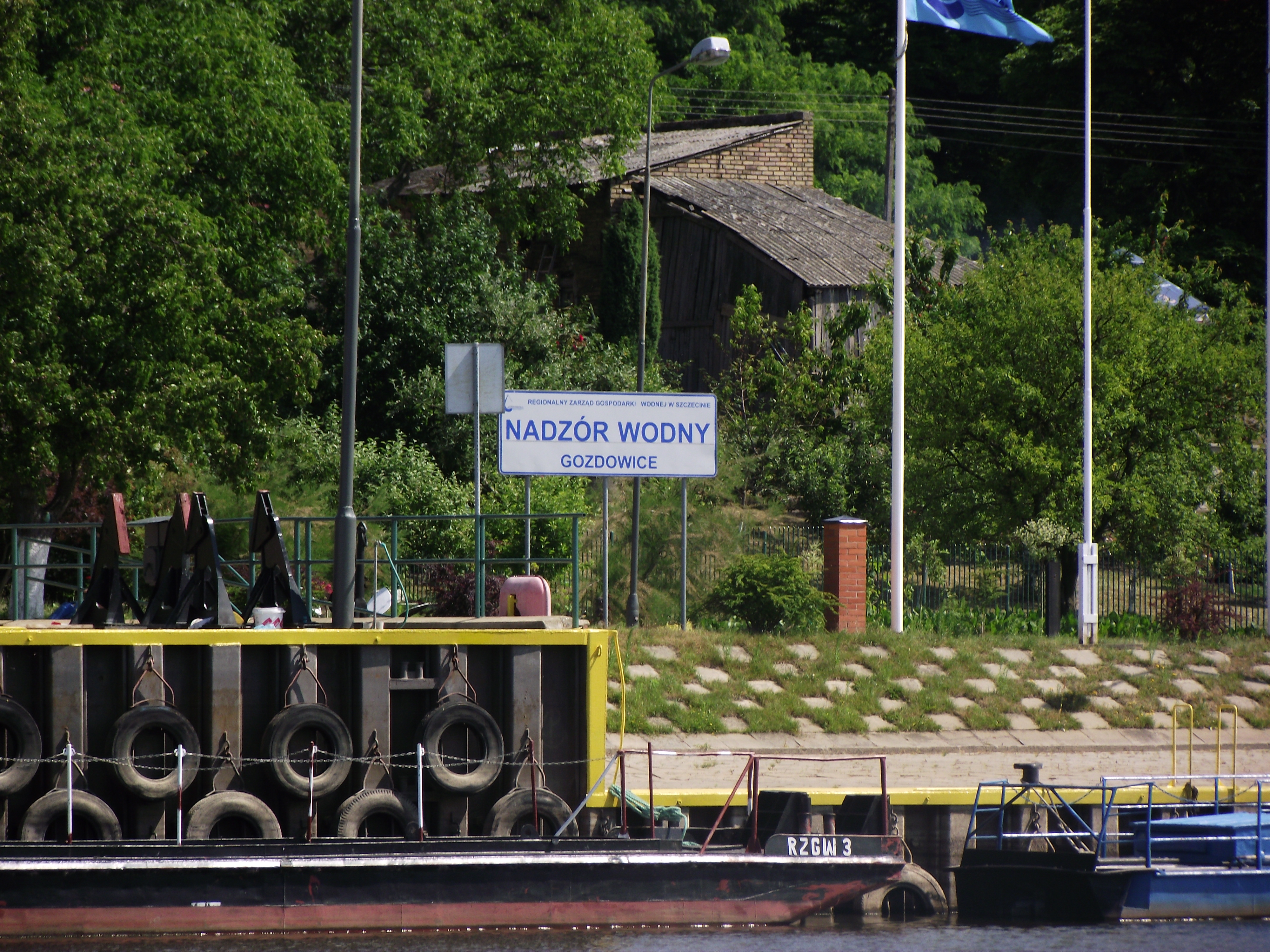
Přeshraniční přívoz na řece Odře.
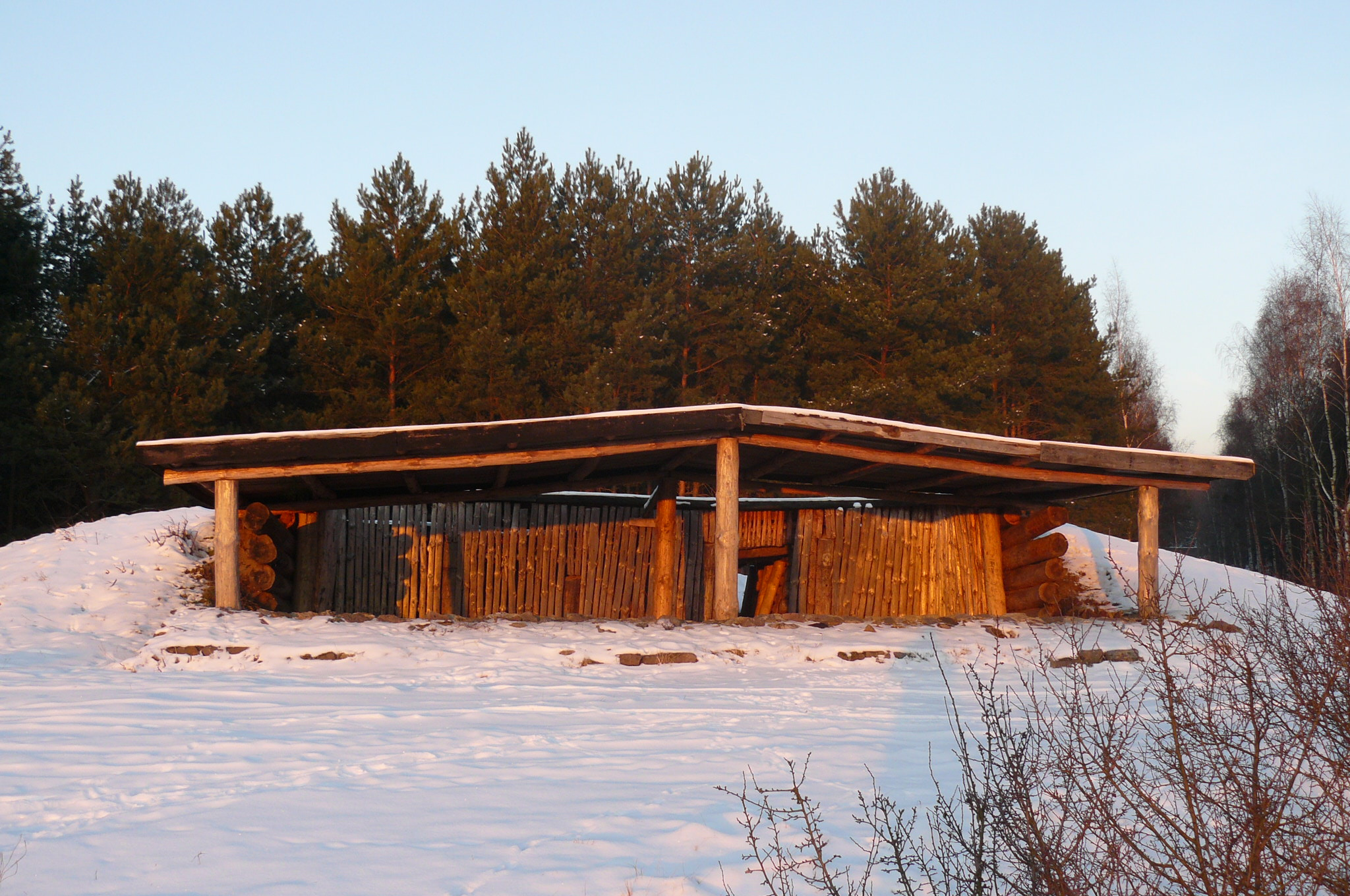
Obnovený vojenský bunkr z roku 1945
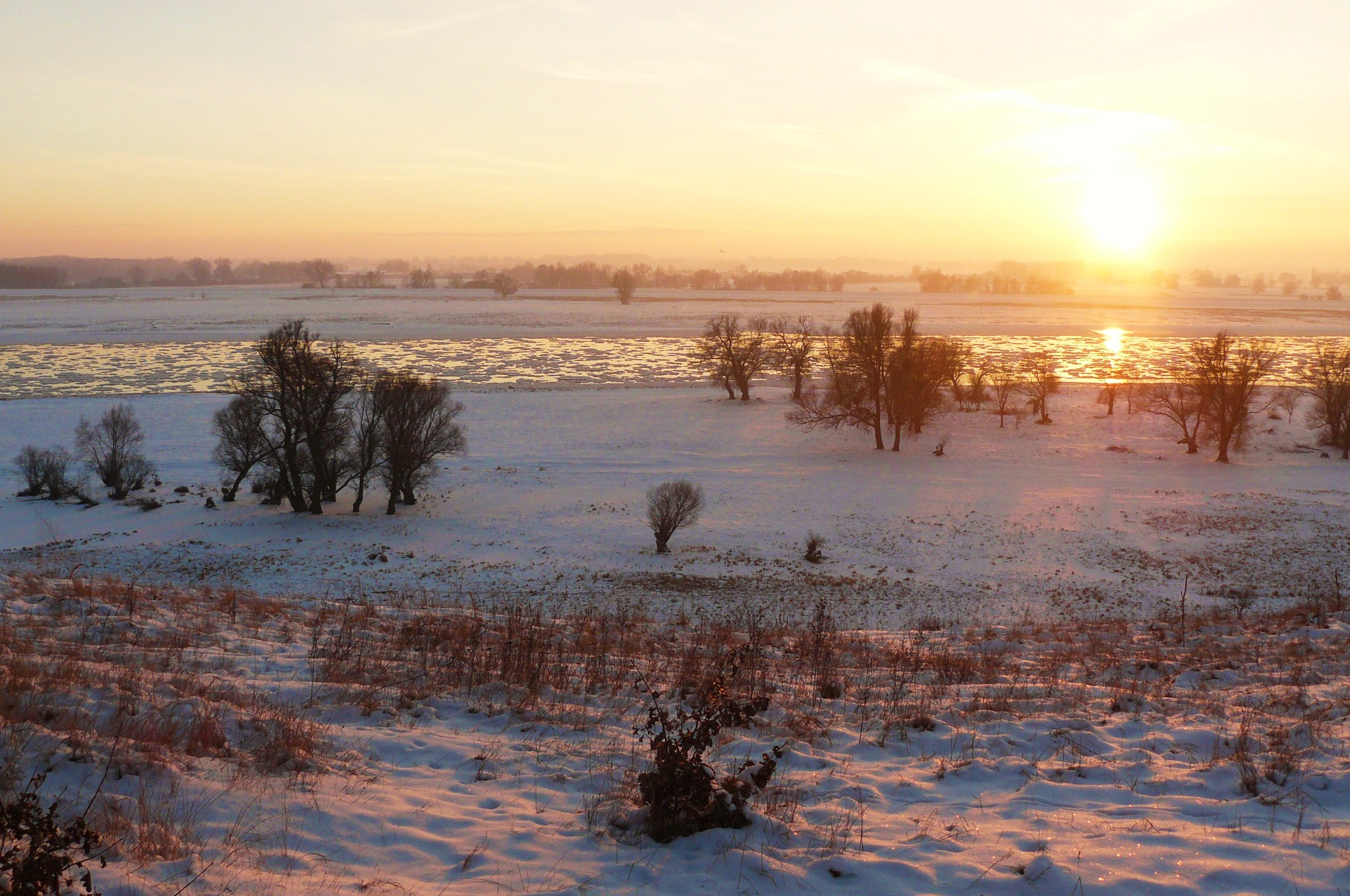
Pohled na Odru
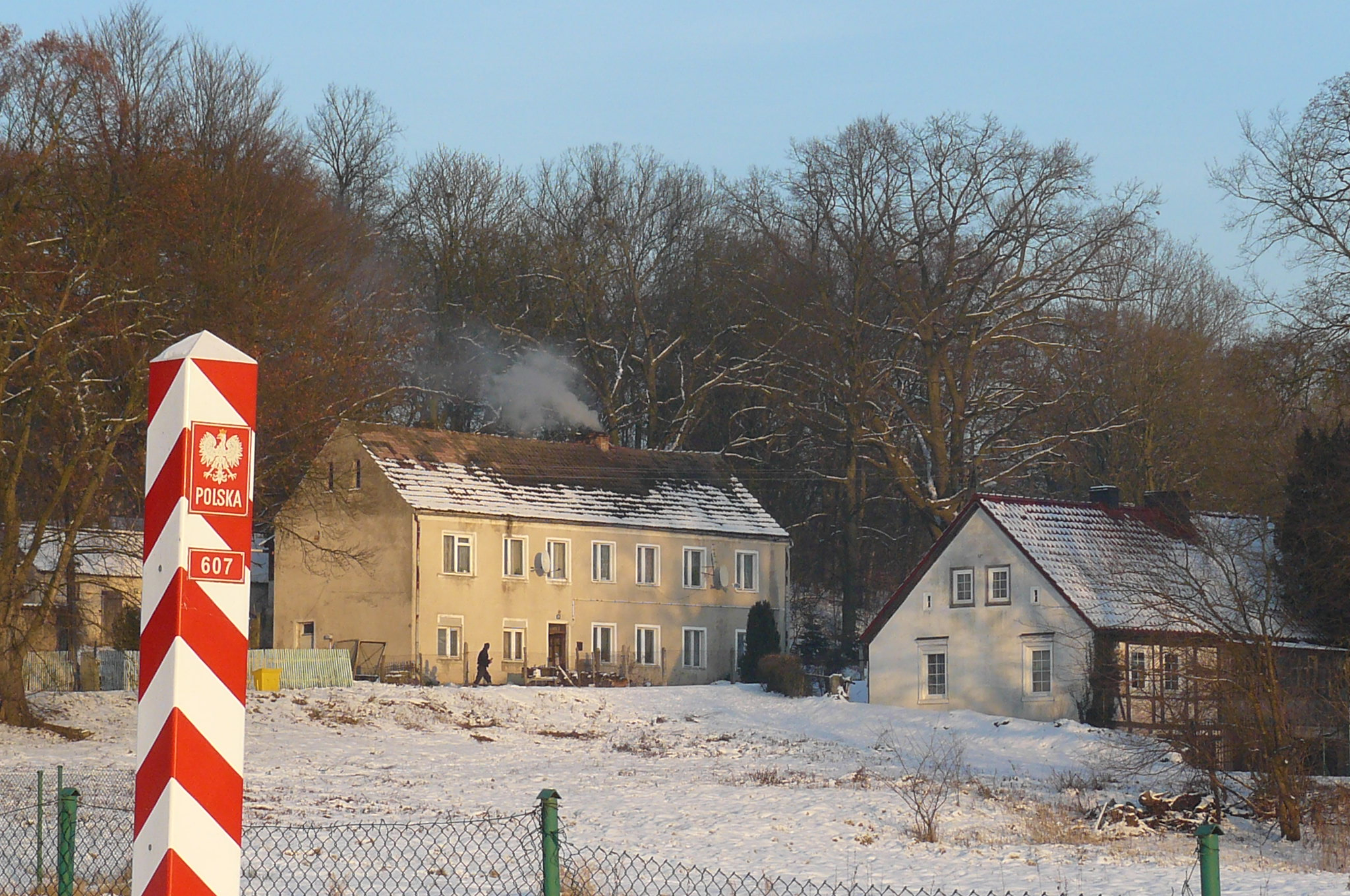
Hraniční sloup
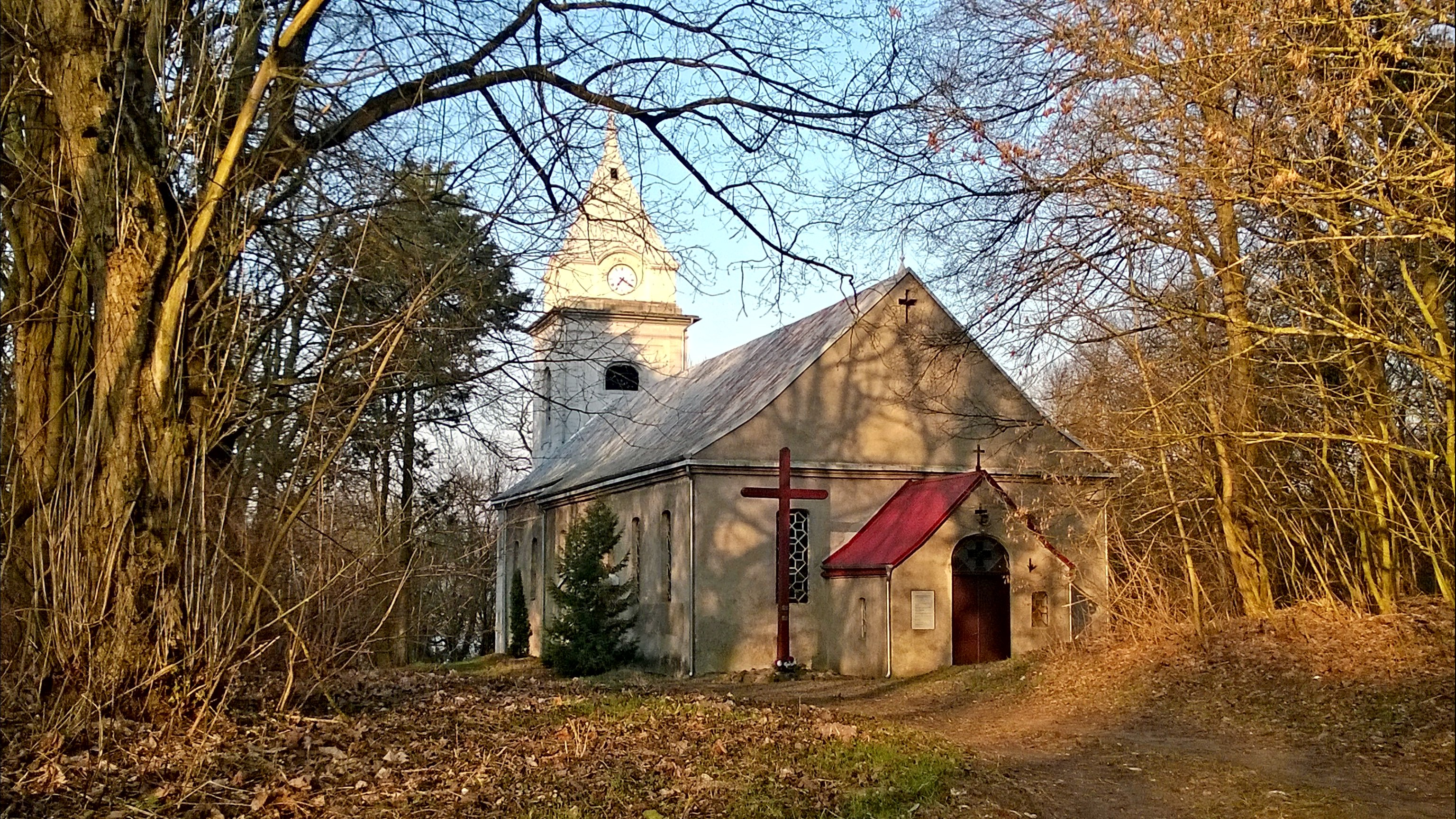
Kostel
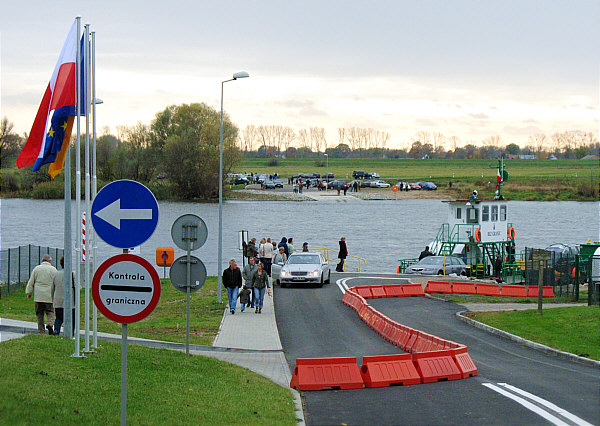
Přeshraniční přívoz na řece Odře.
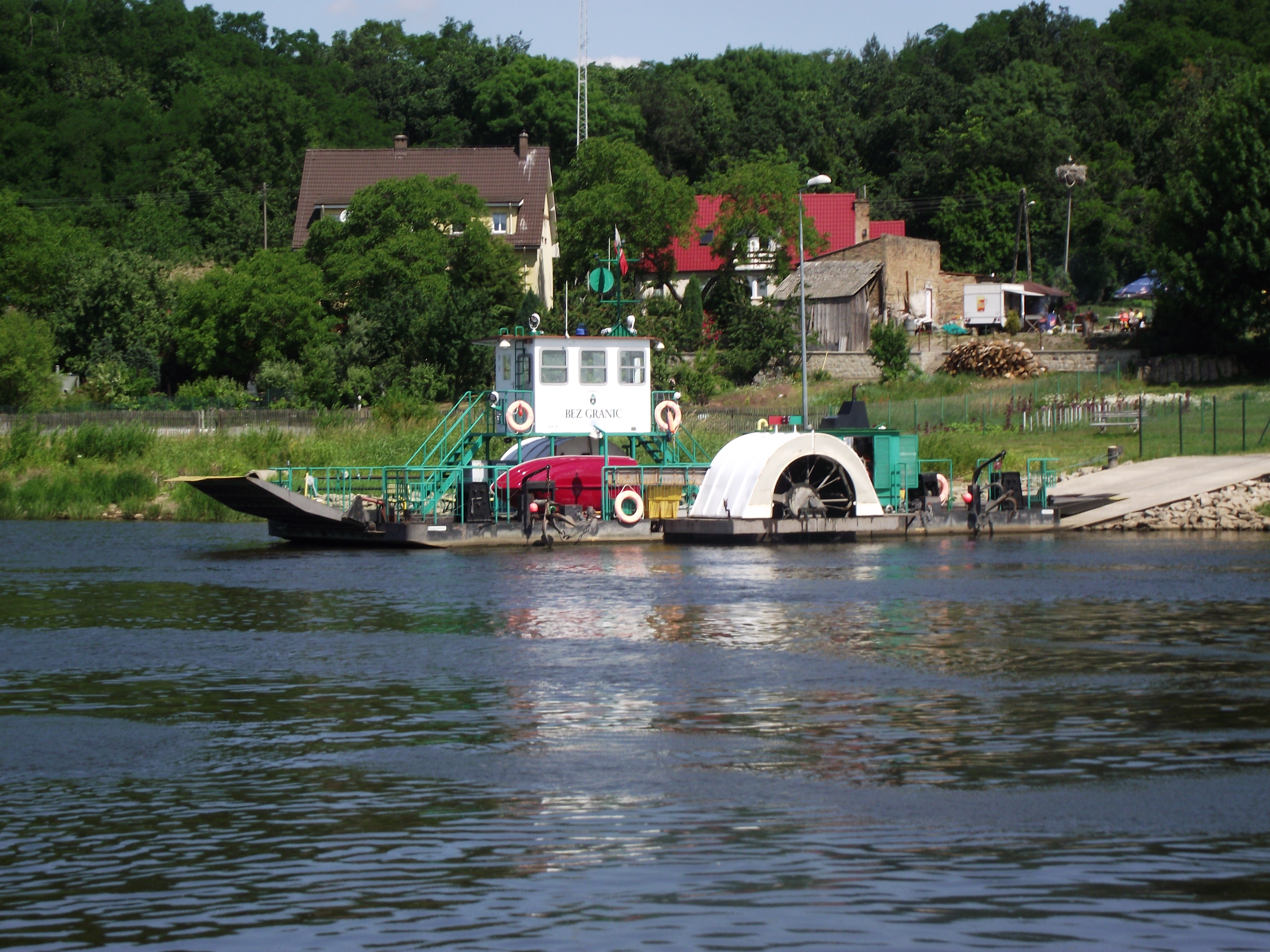
Přeshraniční přívoz na řece Odře.